# Красний Партизан (Оренбурзький міський округ)
Кра́сний Партиза́н (рос. Красный Партизан) — селище у складі Оренбурзького міського округу Оренбурзької області, Росія.

## Населення
Населення — 266 осіб (2010; 294 у 2002).
Національний склад (станом на 2002 рік):
- росіяни — 78 %